# Sikong (prowincja)
Sikong (birm. စစ်ကိုင်းတိုင်းဒေသကြီး /zəɡáiɴ táiɴ dèθa̰ dʑí/; ang. Sagaing Region) – jedna z prowincji w Mjanmie (Birmie), ze stolicą w Sikongu. 

## Geografia
Jest to druga co do wielkości prowincja Mjanmy. Na północy i zachodzie graniczy z Indiami, na zachodzie ze stanem Czin, na wschodzie ze stanami Kaczin i Szan, a na południu z prowincją Magwe. Rzeka Irawadi oddziela ją od prowincji Mandalaj na południowym wschodzie. Z północy na południe prowincję przecina rzeka Czinduin.
Południowa część prowincji Sikong ma charakter nizinny podczas gdy północna i zachodnia – wyżynny i górski. Na terenie prowincji znajduje się jedna z najwyższych gór Mjanmy – Nwemauk (3827 m).

## Podział administracyjny
Prowincja Sikong dzieli się na 8 dystryktów i 37 okręgów miejskich. Dystrykty, to:
- Sikong
- Shwebo
- Munywa
- Katha
- Kalay
- Tamu
- Mawlok
- Kandi

## Ludność
Większość ludności prowincji stanowią Birmańczycy. Oprócz nich można znaleźć duże skupiska Szanów, Kaczinów oraz Nagów.

## Gospodarka
Podstawą gospodarki prowincji jest rolnictwo. Na jej terenie uprawia się między innymi ryż, kukurydzę, pszenicę, proso, orzechy ziemne, trzcinę cukrową, sezam, fasolę i słonecznika. Gospodarstwa rolne prowincji mają najwyższą w kraju wydajność w produkcji ryżu. Ważną rolę gospodarczą odgrywa też hodowla zwierząt i rybołówstwo. Dzięki handlowi transgranicznemu duża część nadwyżki produkowanej w prowincji Sikong żywności trafia do Indii.
Na terenie prowincji istnieją dwie strefy przemysłowe w Kalay (76 firm) i Munywa (632 firmy). Działające w nich przedsiębiorstwa zatrudniają średnio po 6,9 pracownika).
Liczne  lasy umożliwiają pozyskiwanie dużych ilości drewna. 
W Letpadaung (dystrykt Munywa) zlokalizowana jest jedna z największych w Mjanmie kopalni miedzi.

## Szkolnictwo
Na terenie prowincji Sikong działa jedenaście uniwersytetów skupionych w Sikongu, Munywa i Shwebo. W Sikongu działa jedna z dwóch w kraju szkół wyższych kształcących nauczycieli mających prawo nauczania na poziomie licealnym. Także w Sikongu działa uniwersytet (University for the Development of National Races) szkolący nauczycieli pracujących z młodzieżą należącą do mniejszości etnicznych.